# Kościół Chrystusa Odkupiciela Człowieka w Glinojecku
Kościół Chrystusa Odkupiciela Człowieka w Glinojecku – rzymskokatolicki kościół parafialny należący do parafii św. Stanisława Biskupa Męczennika w Glinojecku (dekanat strzegowski diecezji płockiej).
Jest to murowana świątynia wzniesiona w latach 1981–1988. Zaprojektowana została przez mgra inż. Jana Laube, natomiast projekt został wykonany przez konstruktora dr. inż. Andrzeja Żurawskiego. W tym czasie proboszczem parafii w Glinojecku był ksiądz kanonik Franciszek Gal. Budowla została konsekrowana 8 maja 1988 roku przez ks. bp. dr. Jana Wosińskiego.